# Generel cirkulationsmodel
En global klimamodel eller generel cirkulationsmodel (GCM, engelsk: Global Climate Model) er en model, der prøver at skildre hvordan klimaet ændrer sig ved at bruge ligninger fra væskedynamikken, kemien og blandt andet biologien. Disse ligninger er enten baseret på fysiske love, såsom Newtons love eller Termodynamikkens 2. lov, eller bliver konstrueret ud fra empiriske metoder. Der findes både atmosfæriske modeller (AGCM) og havmodeller (OCGM). En ACGM og en OCGM er ofte koblet sammen (AOGCM). Sammen med andre modeller (for f.eks. havis eller fordampning over land) danner AOGCM grundlaget for en fuld klimamodel. De forskellige modeller kan være opbygget på forskellig måde og indeholde forskellige komponenter, som kan give forskellige resultater, og er altid forbundet med en vis usikkerhed. De første AOGCM blev bygget i slutningen af 1960'erne af Syokoru Manabe og Kirk Bryan ved Geophysical Fluid Dynamics Laboratory i Princeton i New Jersey. 
I dag har man mellem ti og tyve institutioner på verdensplan som kører AOGCM'er for at varsle om klimaforandringer.